# Gimson
Gimson fue una marca española de bicicletas, fabricadas por la empresa Gimbernat Hermanos, S.R.C. a Figueras, que produjo también ciclomotores y velomotores en dos etapas: la primera en 1930 (produciendo entonces un total de seis) y la otra de 1955 a 1982.

## Historia

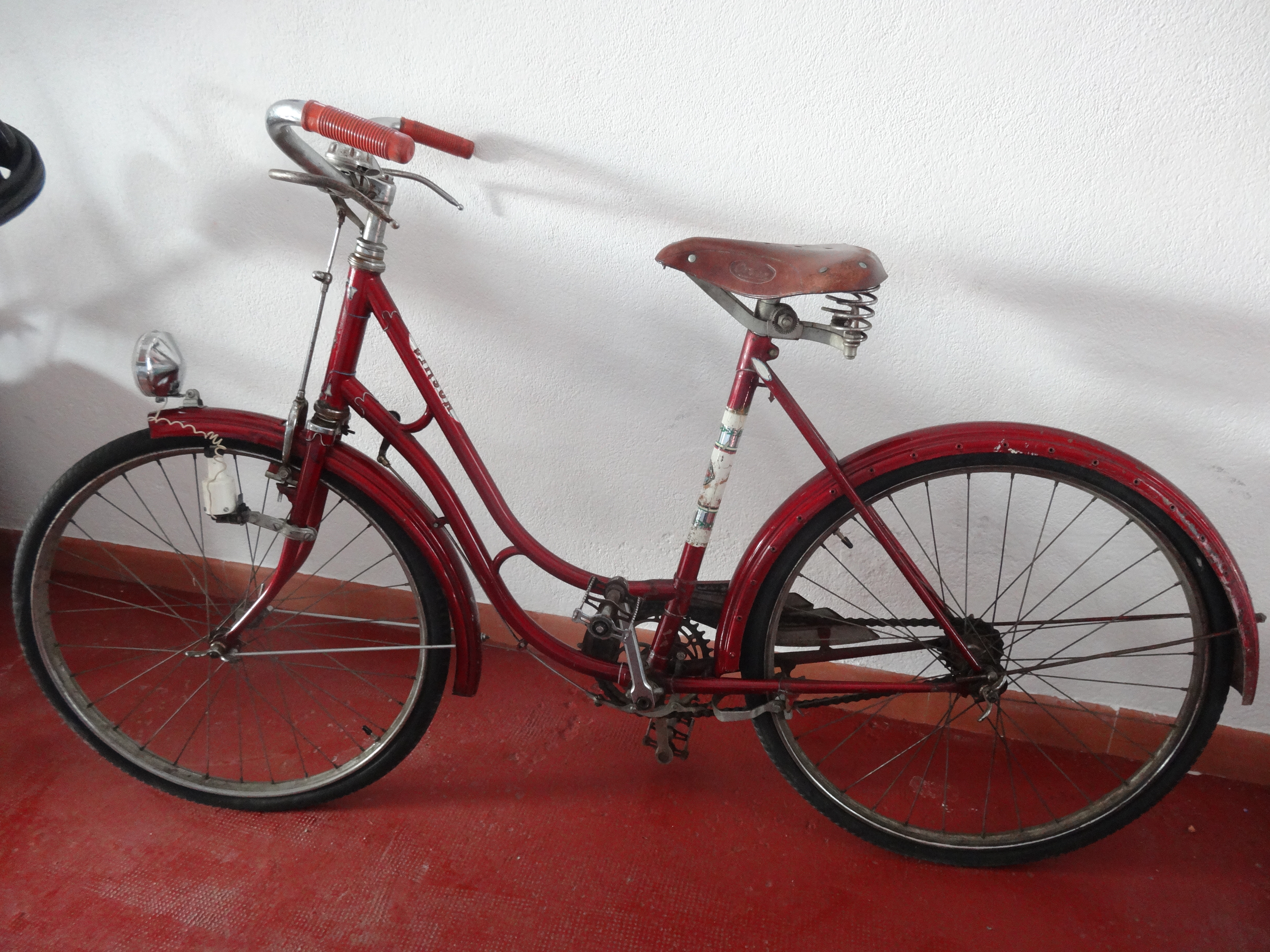
Bicicleta Gimson. Modelo para chica.

### Los inicios
A comienzos del siglo XX, Pierre Gimbernat Batlle, reputado relojero de Perpiñán, obtuvo la representación de la fábrica francesa de bicicletas y motos Automoto para la provincia de Gerona y se trasladó a Figueras, donde fundó en el número 17 de la calle de San Pablo una pequeña tienda. Inicialmente, vendía y reparaba relojes y bicicletas, importando y vendiendo también material y piezas para bicicletas. Al cabo de un tiempo, decidió montar todo este material que distribuía y venderlo con una marca propia, a la que llamó Gimson.

### El nombre de la marca
Gimson era el acrónimo en inglés Gimbernat and Sons ("Gimbernat e hijos"), nombre que reunía a Pierre Gimbernat y sus tres hijos: Pierre, Antoine y Françoise. Unos años más tarde utilizarían el nombre fiscal Gimbernat Hermanos, SRC. La empresa fue siempre familiar, y las tareas principales se las repartían los tres hijos del fundador: Pierre Gimbernat y Font, el hermano mayor, lideraba el equipo, Antoine llevaba la sección de montaje y Françoise trabajaba en las oficinas, en el departamento comercial.
Como anécdota, Pierre Gimbernat Font fue a clase de dibujo con el profesor Juan Núñez Fernández, teniendo de compañero de aula a Salvador Dalí. Cómo sus padres pensaron que las fantasías del pintor serían malas influencias para él, lo enviaron una temporada a Mataró, a casa de unos industriales que fabricaban radios para las bicicletas Gimson, para tenerlo alejado de posibles distracciones.

### Consolidación de la empresa

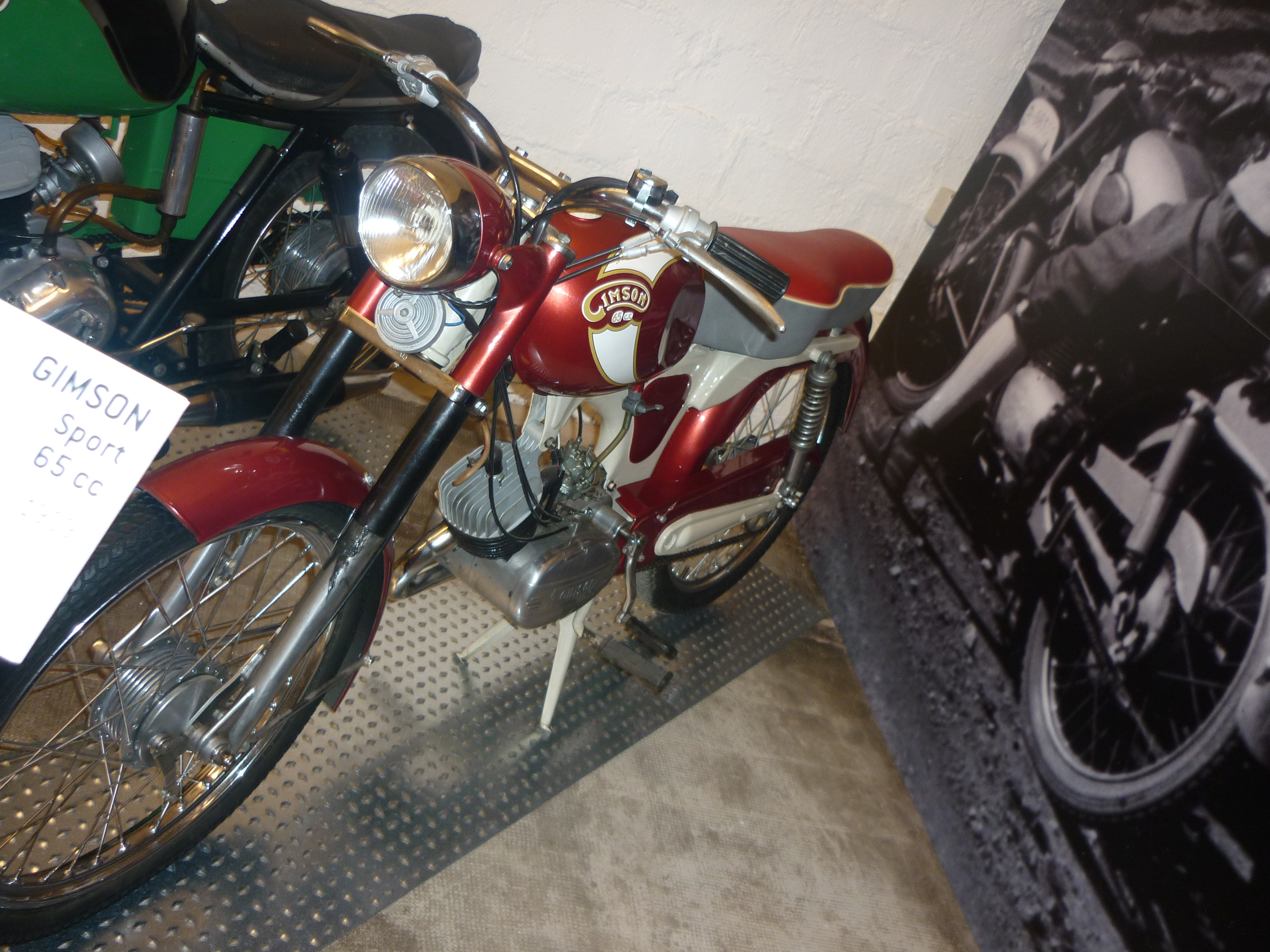
Gimson Sport 65cc de 1959.

Con la llegada de la Primera Guerra Mundial y, más tarde, de la guerra civil española, Gimbernat trampeo las duras condiciones económicas porque sus proveedores eran pequeños talleres cercanos. Gracias a la experiencia y a los buenos resultados obtenidos con las bicicletas, a mediados de la década de 1950 se empezaron a fabricar los primeros ciclomotores, empezando con los motores Gamo hechos en Barcelona por los prestigiosos hermanos Parés.
La empresa logró un gran éxito comercial y en los buenos momentos hubo más de cien trabajadores en plantilla. Su principal mercado era, además del catalán, el sur de España. Los Gimbernat se inventaron una segunda marca para sus bicicletas, Esbelta, para poder tener dos distribuidores en un mismo lugar y controlar mejor el mercado. En cierta ocasión, Gimson ganó un concurso para suministrar bicicletas a la guardia civil española, antes de que este cuerpo se equipara con las motos Sanglas. Aquellas bicicletas las usaban para hacer guardias en zonas rurales y eran del tipo estándar, pero incorporaban unos apoyos especiales para colocar los fusiles.

### La tercera generación
Pere Gimbernat y Quintana, nieto del fundador y formado como ingeniero, tenía ideas avanzadas para la época y se le ocurrió producir el primer ciclomotor eléctrico catalán. Se presentó un prototipo en el Salón de Barcelona de 1973 que incorporaba un motor Bosch, pero resultó que después de la muerte de su padre, sus tíos no estaban para grandes cambios ni aventuras empresariales. Pere Gimbernat nieto se encargaba también de bautizar los nuevos modelos, entre los cuales los exitosos Canigó, Polaris y Skipper. Gestionaba también la edición de los célebres catálogos comerciales de sus productos (famosos por su calidad fotográfica y documental, se imprimían en imprentas locales de Figueras), buscando incluso el lugar más adecuado para hacer las fotos, siempre con paisajes ampurdaneses (las fotos para el catálogo del modelo Canigó se hicieron en San Lorenzo de la Muga y las del catálogo general de la marca en Ampuriabrava).

### Fin de la empresa
Con la muerte prematuramente de Pierre Gimbernat y Font, hijo del fundador, la empresa pasaba por un momento muy delicado, con una plantilla sobredimensionada y la imposibilidad de hacer ningún ERE, arrastrando además los efectos de la crisis mundial del petróleo de 1974 y la inminente llegada al mercado estatal de las multinacionales japonesas. Con la crisis, la empresa se transformó en una Cooperativa laboral y dejó de fabricar los ciclomotores para centrarse sólo en las bicicletas. Pere Gimbernat y Quintana se encontraba en una edad en que no podía asumir mucho riesgos y tampoco disponía de los recursos económicos para comprar la parte de sus tíos, haciéndose esta situación insostenible y desecadenando todo ello en el cierre de la fábrica de Figueras. Los derechos de fabricación de los ciclomotores fueron adquiridos por la empresa murciana Motos del Sureste (Motomur), que los comercializó en un primer momento bajo la marca Beneti, pero que más adelante volvió al nombre comercial de Gimson.
En cuanto a Pere Gimbernat y Quintana, al perder su empresa hizo unos cursos de formación en el ministerio de industria español y se incorporó como ingeniero a la nueva red de Inspección Técnica de Vehículos (ITV), primero en Celrá y en Vich y, finalmente, en la estación de Vilamalla.

## Motocicletas

### Los comienzos con el motor Gamo
A partir de 1955, Gimson volvió a dedicarse al sector de la motocicleta, empezando primero a montar motores Cucciolo y Villiers. Más tarde, produjeron un modelo propio con motor Gamo -fabricado en Barcelona entre 1950 y 1955- de 49 cc (ciclomotor) y 65 cc (velomotor), muy avanzado para la época, con cambio de dos velocidades, transmisión secundaria por cadena única y freno posterior a modo de contrapedal sobre un chasis monotubular en que sobresalía el depósito de gasolina tipo burbuja. Las dos versiones de este modelo se denominaron sencillamente 49 y 65, respectivamente.
Posteriormente se lanzó el modelo Sport, que convivió con el anterior (denominado desde entoncesTurismo), con el mismo motor y cilindradas. El modelo Sport fue el primero a montar un chasis de chapa estampada en forma de T que acontecería muy característico de la marca, con un asiento tapizado en dos colores y un depósito de combustible de forma redondeada, así como el tubo de escape pintado, a diferencia de la tónica general de hacerlo cromado. Este modelo se distribuyó con esquemas de colores azul y gris o rojo y crema. De ambos modelos se distribuyó la variante Lujo, diferenciada exteriormente porque el basculante era tubular en vez de chapa estampada y porque en el cárter lucía un logotipo diferente del habitual de la marca en esta pieza.

### Consolidación. El motor Flandria

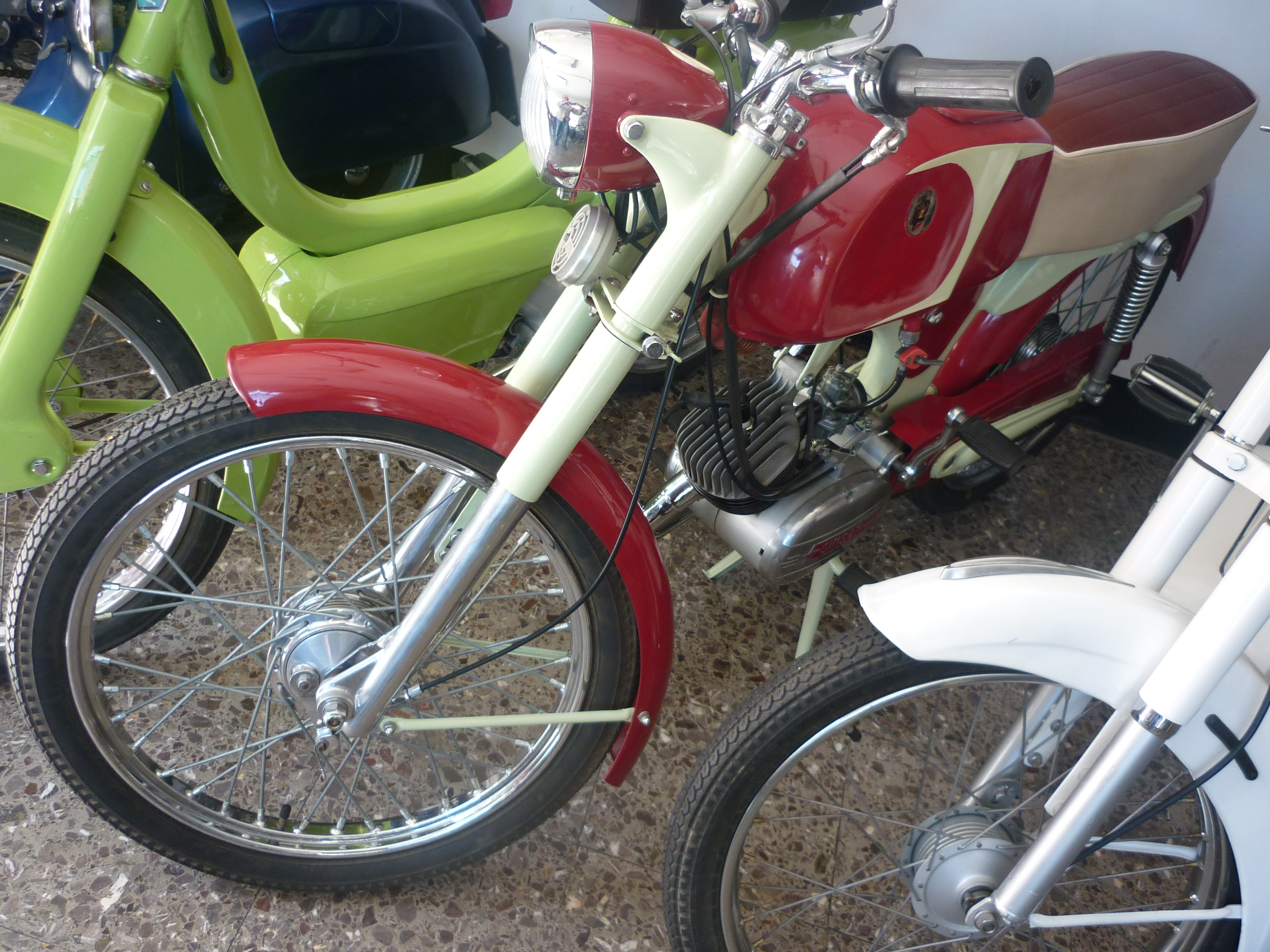
Gimson Polaris 49cc de 1967

Con la retirada de los hermanos Parés (fabricantes de los motores Gamo), la empresa tuvo que montar otro motor, decantándose por el belga Flandria, que fabricaron bajo licencia. El primer modelo en llevar este motor fue la Gimson Polaris. Manteniendo el esquema de la predecesora Sport, monta el mismo chasis de chapa (si bien adaptado para recibir- el motor Flandria), pero con un depósito de combustible de formas más rectilíneas. Probablemente este sea el modelo de la marca con más éxito, del cual se hicieron tres series. Todas ellas con los esquemas de colores azul y gris o rojo y crema.
De la misma forma aparece el primer modelo Todoterreno de Gimson, llamado Canigó en referencia al monte homónimo. En la primera serie, este es prácticamente igual al Polaris, a excepción de la parte posterior, a la que sigue una segunda versión, todavía con el mismo chasis, pero con una forma más de acuerdo con su propósito.
En cuanto a los modelos automáticos, aparece el ciclomotor Velomatic, con una estética similar al Turismo pero con unas líneas más rectas y un estilo de acuerdo a la época, con el depósito en forma de burbuja sobre un chasis similar al de una bicicleta. Este modelo no llevaba el motor Gamo que equipaban al resto, puesto que era el primero en montar un Flandria, con admisión directa al cárter y marcha única, pero sin variador.

### Expansión

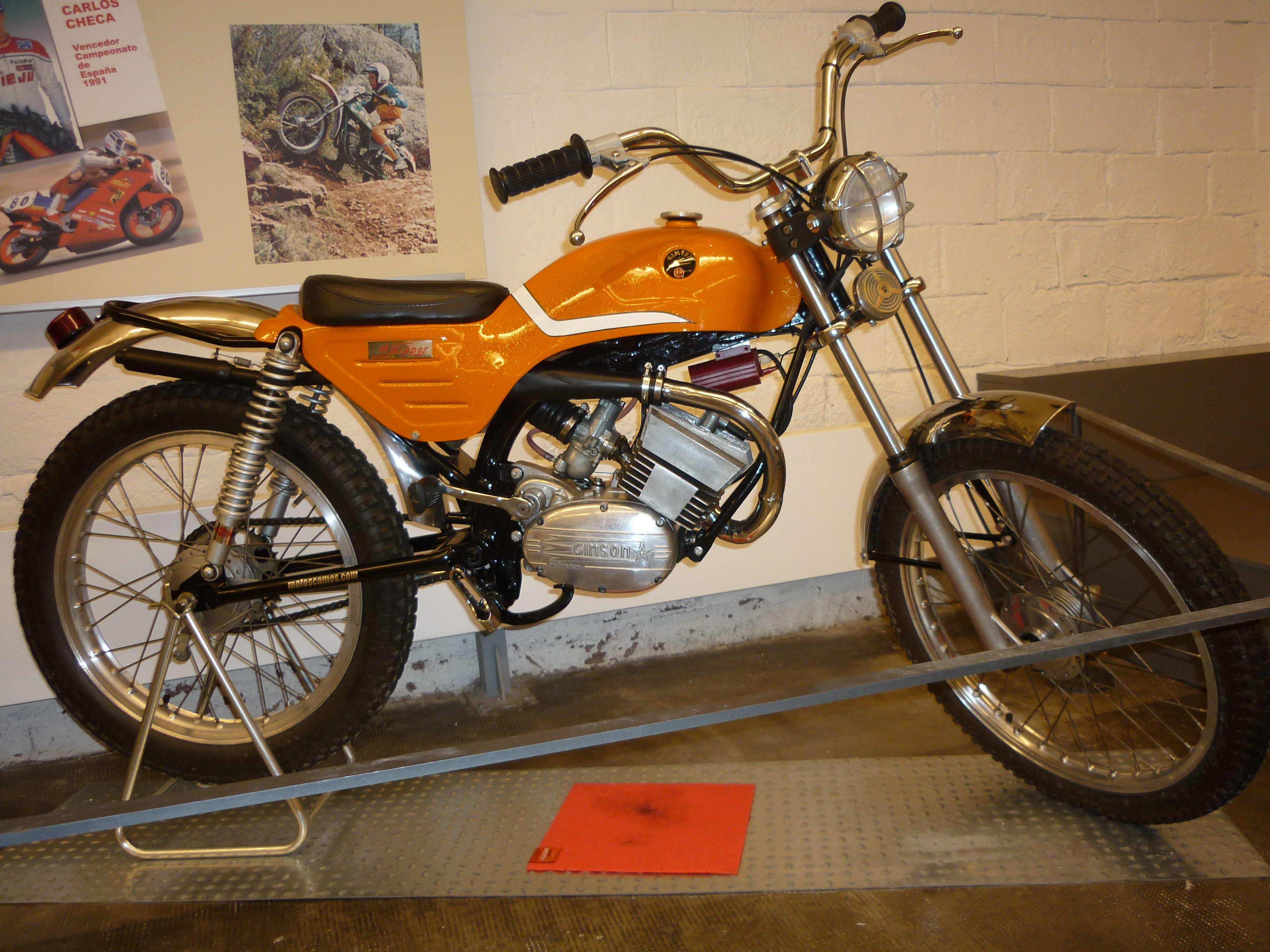
Gimson Skipper Trial 50cc de 1976

A partir de este momento Gimson cambia su chasis por uno  tubular en esquema de espina de pescado, lanzando al mercado diferentes modelos que amplían su gama. Hay que destacar la calidad y diseño cuidado de los modelos de esta época. Como modelos de carretera aparecen la Polaris Super, rebautizada como Meteoro, y su variante Sport (era la misma moto, pero con accesorios como por ejemplo los intermitentes, no obligatorios en aquel momento). Esta moto se puede reconocer fácilmente, puesto que tiene el depósito en dos colores, la superior de color naranja, y con un forro de goma de forma triangular que protege la zona que roza con las piernas.
Por otro lado, surge también el modelo Elite (el cual luce un nuevo logotipo y se caracteriza por su color grana) y que luciría dos decoraciones diferentes, con el logotipo de Gimson primero en líneas rectas sobre un fondo blanco, y después de formas más curvas sobre fondo negro. En cuanto a las motos de campo, aparece la Skipper Trial, uno de los primeros ciclomotores pensados exclusivamente para el trial del estado español, y sus sucesoras Jumper Cross (tipo motocross) y Enduro E87 (de enduro).

### La etapa murciana
Ya en los 70, con los derechos de fabricación de los ciclomotores vendidos a la empresa murciana Motomur, se producen los modelos Nevada y Elite 2, y sus variantes Sport, que aportaban llantas de fundición en vez de las de radios, así como otras mejoras estéticas. De todas formas el esquema y el motor de las Gimson sigue siendo el mismo que en su etapa inicial en figueras, siendo los cambios sobre todo estéticos, como por ejemplo la aparición de un falso doble cuna en el chasis tubular.
En cuanto a las motos de campo se lanza el modelo LSA, y más adelante el LSA RA (siendo "RA" el acrónimo de "Refrigerada por Agua"). Es la primera vez que Gimson hace un adelanto importante. Si bien el chasis y el motor son los mismos, se adopta por primera vez un cilindro con refrigeración líquida, freno de disco anterior y se modifica el basculante para adoptar un sistema de monosuspensión posterior, así como un diseño más cuidado del modelo. Desgraciadamente, Gimson no pudo seguir adelante y este modelo se ha convertido en uno de los más difíciles de encontrar de la casa.
También aparece el modelo M1, de carácter deportivo y, en el apartado de las máquinas automáticas, encontramos la única que mantuvo el nombre comercial de Beneti, la Beneti Stylo, que montaba un motor Peugeot francés.

### Modelos
|                | Cuadro de Bicicleta                                           | Chapa Estampada                                                        | Chasis Tubular                                                                              | Doble Cuna                                          | Automáticas                                                                                 |
| -------------- | ------------------------------------------------------------- | ---------------------------------------------------------------------- | ------------------------------------------------------------------------------------------- | --------------------------------------------------- | ------------------------------------------------------------------------------------------- |
| Motor Gamo     | Turismo 49cc Turismo 65cc Turismo Lujo 49cc Turismo Lujo 65cc | Sport 49cc Sport 65cc                                                  |                                                                                             |                                                     | Velomatic Velomatic Super Lujo Velomatic Biplaza. Velomatic V1 Serie 1 Velomatic V1 Serie 2 |
| Motor Flandria |                                                               | Canigó TT Canigó Polaris Serie 1 Flash Polaris Serie 2 Polaris Serie 3 | Skipper Trial Serie 1 Skipper Trial Serie 2 Jumper Cross Meteor Elite Serie 1 Elite Serie 2 |                                                     | Variomatic                                                                                  |
| Etapa Murciana |                                                               |                                                                        |                                                                                             | Elite 2 Elite Sport Nevada Enduro E87 LSA LSA RA M1 | Maxi Beneti Stilo                                                                           |